# Ахмед Алаелдін
Ахмед Алаелдін (араб. أحمد علاء الدين, нар. 31 січня 1993, Доха) — катарський футболіст, нападник, фланговий півзахисник клубу «Аль-Гарафа» і національної збірної Катару, у складі якої — володар Кубка Азії 2019 року.

## Клубна кар'єра
У дорослому футболі дебютував 2012 року виступами за команду клубу «Аль-Райян», в якій провів п'ять сезонів, взявши участь у 56 матчах чемпіонату. 
До складу клубу «Аль-Гарафа» приєднався 2017 року. Станом на 29 грудня 2018 року відіграв за цю ер-райянську команду 32 матчі в національному чемпіонаті.

## Виступи за збірні
Протягом 2015–2016 років залучався до складу молодіжної збірної Катару. На молодіжному рівні зіграв у 10 офіційних матчах, забив 6 голів.
2013 року дебютував в офіційних матчах у складі національної збірної Катару. У складі збірної був учасником кубка Азії з футболу 2019 року в ОАЕ, де взяв участь у п'яти матчах, незмінно виходячи на заміну наприкінці гри, коли Катару було необхідно зберегти сприятливий рахунок. Його ж команда виграла усі сім матчів турніру із сукупним рахунком 19:1 і уперше в своїй історії стала чемпіоном Азії. 
| Дата       | Місто    | Господарі         | Результат | Гості | Турнір                        | Голи | Примітки |
| ---------- | -------- | ----------------- | --------- | ----- | ----------------------------- | ---- | -------- |
| 09-01-2019 | Аль-Айн  | Катар             | 2 – 0     | Ліван | Кубок Азії 2019 - 1-й етап    | -    | 85'      |
| 17-01-2019 | Абу-Дабі | Саудівська Аравія | 0 – 2     | Катар | Кубок Азії 2019 - 1-й етап    | -    | 83'      |
| 25-01-2019 | Абу-Дабі | Південна Корея    | 0 – 1     | Катар | Кубок Азії 2019 - чвертьфінал | -    | 90+5'    |
| 29-01-2019 | Абу-Дабі | Катар             | 4 – 0     | ОАЕ   | Кубок Азії 2019 - півфінал    | -    | 86' 87'  |
| 01-02-2019 | Абу-Дабі | Японія            | 1 – 3     | Катар | Кубок Азії 2019 - Фінал       | -    | 90+6'    |
| Усього     |          | Матчів            | 5         |       | Голів                         | 0    |          |

## Досягнення

### Клубні
- Чемпіон Катару (1): 2015/16
- Володар Кубка Еміра Катару (2): 2011, 2013
- Володар Кубка наслідного принца Катару (1): 2012
- Володар Кубка шейха Яссіма (2): 2012, 2013
- Володар Кубка зірок Катару (2): 2017-18, 2018-19

### Збірні
- Володар Кубка Азії (2): 2019, 2024